# Evangelio de María Magdalena

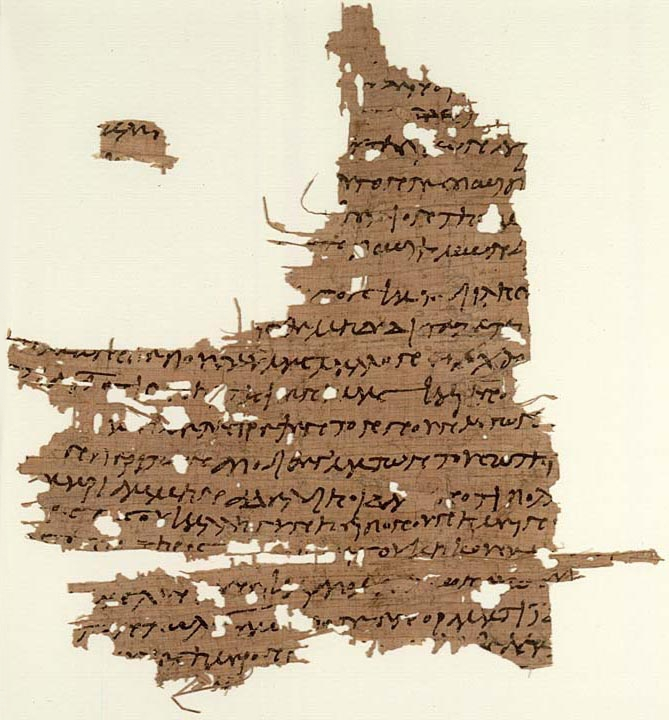
Fragmento del Evangelio de María Magdalena.

Se denomina evangelio de María Magdalena a un evangelio apócrifo gnóstico, escrito entre los años 30 y 180 d. C. Han llegado hasta nuestros días solamente algunos fragmentos.

## Características del texto
De este evangelio se conservan solamente tres fragmentos: dos, muy breves, en griego, en manuscritos del siglo III (papiro Rylands 463 y papiro Oxyrhynchus 3525); y otro, más extenso, en copto (Berolinensis Gnosticus 8052,1), probable traducción del original griego. El texto copto fue hallado en 1896 por C. Schmidt, aunque no se publicó hasta 1955, por Walter Till. Los fragmentos en griego fueron publicados, respectivamente, en 1938 y en 1983.
La mayoría de los eruditos están de acuerdo en que el evangelio original fue escrito en griego durante el siglo II. Sin embargo, el profesor Hollis, del Seminario Harvard, sugiere que fue escrito en tiempo de Cristo.
En ninguno de los fragmentos hay mención alguna del autor de este evangelio. El nombre que tradicionalmente recibe, evangelio de María Magdalena, se debe a que se cita en el texto a una discípula de Jesús llamada María, que la mayoría de los especialistas identifican con la María Magdalena que aparece en los evangelios canónicos, aunque algunos han sugerido que podría referirse a María, la madre de Jesús.
No puede ser posterior al siglo III, ya que los manuscritos en griego corresponden a esta época. Por características internas del texto, como la presencia de ideas gnósticas, suele considerarse que fue redactado en el siglo II.

## Contenido
En el fragmento copto, que es el más extenso, faltan varias páginas (concretamente 1-6 y 11-14). Se trata de un diálogo entre Jesús (mencionado como «el Salvador») y sus discípulos. Tras la marcha de Jesús, los apóstoles se encuentran desorientados. 

Ellos, sin embargo, estaban entristecidos y lloraban amargamente diciendo: «¿Cómo iremos hacia los gentiles y predicaremos el evangelio del reino del hijo del hombre? Si no han tenido con él ninguna consideración, ¿cómo la tendrán con nosotros?».
Entonces Mariam se levantó, los saludó a todos y dijo a sus hermanos: «No lloréis y no os entristezcáis; no vaciléis más, pues su gracia descenderá sobre todos vosotros y os protegerá. Antes bien, alabemos su grandeza, pues nos ha preparado y nos ha hecho hombres». Dicho esto, Mariam convirtió sus corazones al bien y comenzaron a comentar las palabras del [Salvador].

laguna del evangelio:

...del Salvador?». Leví dice a Pedro: «Siempre tienes la cólera a tu lado, y ahora mismo discutes con la mujer enfrentándote con ella. Si el Salvador la ha juzgado digna, ¿quién eres tú para despreciarla? De todas maneras, Él, al verla, la ha amado sin duda. Avergoncémonos más bien, y, revestidos del hombre perfecto, cumplamos aquello que nos fue mandado. Prediquemos el evangelio sin restringir ni legislar, (sino) como dijo el Salvador». Terminado que hubo Leví estas palabras, se marchó y se puso a predicar el evangelio según María.

María, entonces, relata una visión y el diálogo que mantuvo con Jesús en esta visión, lleno de términos propios del pensamiento gnóstico. El testimonio de María es rechazado por Andrés y por Pedro, quienes dudan de que Jesús haya preferido a una mujer antes que a ellos para hacerle revelaciones secretas. Sin embargo, Leví (el apóstol Mateo) decide predicar "el evangelio según María".[cita requerida]
Según interpretaciones como la de Karen King, el texto revela las tensiones existentes en las primitivas comunidades cristianas entre los protoortodoxos, representados por Pedro, y los gnósticos, simbolizados por María Magdalena. Una confrontación similar existe en otros textos gnósticos, como el evangelio de Tomás, la Pistis Sophia o el evangelio copto de los egipcios. Además, de acuerdo con este texto, María Magdalena habría sido depositaria de revelaciones secretas de Jesús, y habría tenido un papel destacado en la comunidad cristiana postpascual. Sin embargo, es posible que María Magdalena no sea aquí más que un símbolo de la Sofía de la teología gnóstica.[cita requerida]